# Afrocanthium mundianum
Afrocanthium mundianum là một loài thực vật có hoa trong họ Thiến thảo. Loài này được (Cham. & Schltdl.) Lantz mô tả khoa học đầu tiên năm 2004.